# Птицемлечник поникший
Птицемлечник поникший (лат. Ornithogalum nutans) — вид травянистых растений рода Птицемлечник (Ornithogalum) семейства Спаржевые (Asparagaceae), произрастающий на лугах, в кустарниках Европы и Малой Азии.

## Ботаническое описание

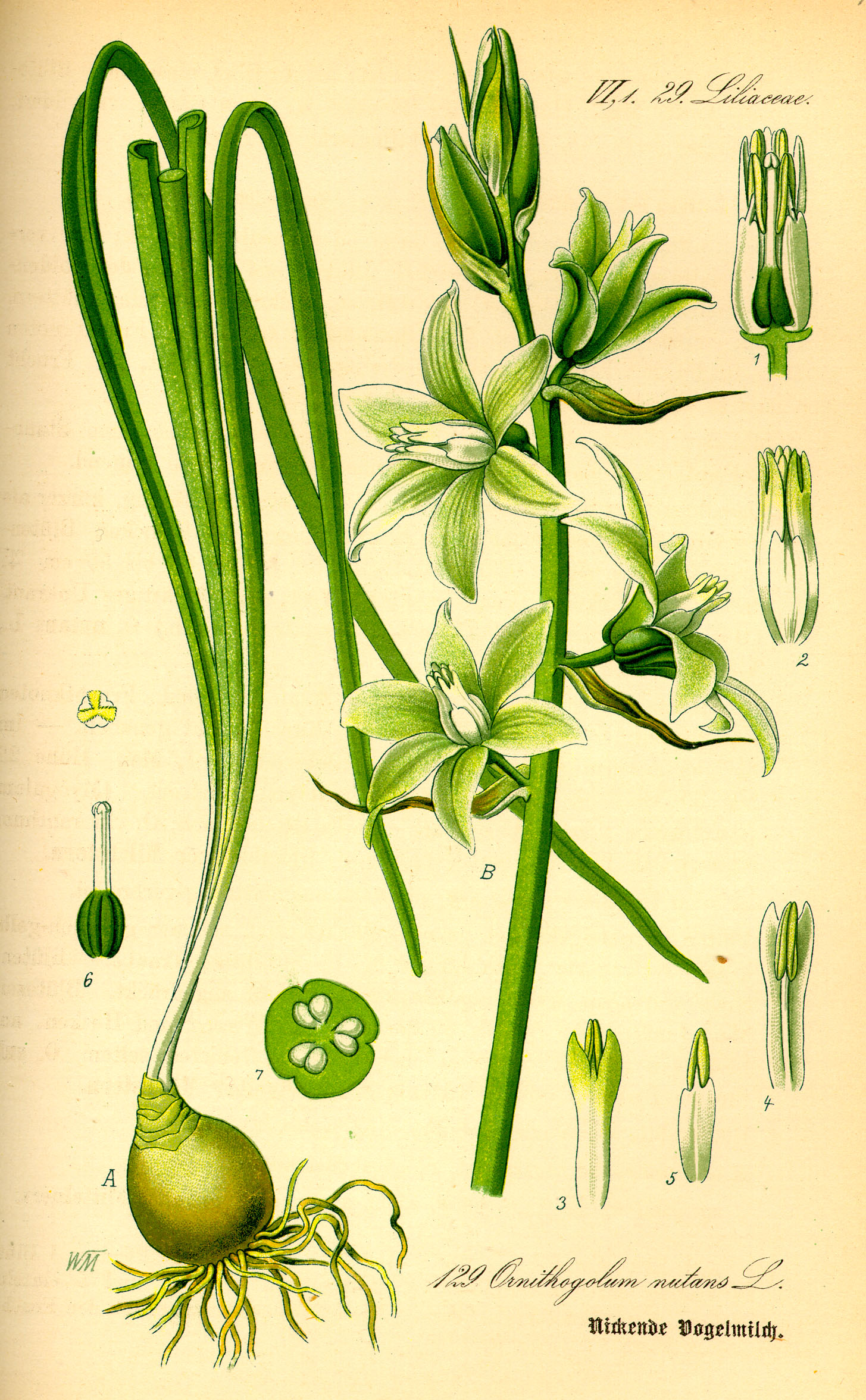

Многолетнее травянистое растение. Луковица яйцевидная, крупная, около 3,5 см в диаметре, с многочисленными мелкими луковичками. Стебель 30—45 см высотой. Листья в числе 4—6, широколанцетные, около 1 см шириной, слегка желобчатые, во время цветения сохраняющиеся, равные или слегка длиннее соцветия.
Соцветие с 3—12 цветками. Прицветники ланцетные, заострённые, до 3 см длиной, почти равные цветоножкам. Листочки околоцветника продолговатые, до 2,5 см длиной, до 8 мм шириной, тупые. Нити наружных тычинок лепестковидные, коротко заострённые, внутренних — с широкими, туповатыми зубцами, у всех с внутренней стороны наверху под пыльниками без зубца. Коробочка широкояйцевидная. Цветение в мае.